# Ibrahima Thomas
Ibrahima Thomas (Dakar, 7 febbraio 1987) è un cestista senegalese.

## Carriera
Con il Senegal ha disputato i Campionati mondiali del 2014 e due edizioni dei Campionati africani (2013, 2015).